# Cyclodictyon regnellianum
Cyclodictyon regnellianum är en bladmossart som beskrevs av Fleischer 1922. Cyclodictyon regnellianum ingår i släktet Cyclodictyon och familjen Hookeriaceae. Inga underarter finns listade i Catalogue of Life.